# 洗浦郡
洗浦郡（セポぐん）は、朝鮮民主主義人民共和国江原道に属する郡。

## 地理
太白山脈の西に位置する。東には淮陽郡、西に板橋郡が、南には平康郡と金化郡、北には高山郡と法洞郡がある。

## 行政区画
1邑・1労働者区・24里を管轄する。
| - 洗浦邑（セポウプ） - 墻村労働者区（チャンチョンノドンジャグ） - 箕山里（キサンニ） - 内坪里（ネピョンニ） - 大谷里（テゴンニ） - 大門里（テムンニ） - 梨木里（リモンニ） - 栢山里（ペクサンニ） - 福満里（ポンマンニ） - 北坪里（プクピョンニ） - 三防里（サンバンニ） - 上述里（サンスルリ） - 西下里（ソハリ） | - 城山里（ソンサンニ） - 城坪里（ソンピョンニ） - 松浦里（ソンポリ） - 新洞里（シンドンニ） - 新生里（シンセンニ） - 薬水里（ヤクスリ） - 遠南里（ウォンナムニ） - 楡淵里（ユヨンニ） - 鼎洞里（チョンドンニ） - 中三里（チュンサムニ） - 中坪里（チュンピョンニ） - 泉岐里（チョンギリ） - 後坪里（フピョンニ） |

## 歴史
この節の出典
- 1952年12月 - 郡面里統廃合により、江原道平康郡洗浦面・楡津面、淮陽郡蘭谷面の一部、安辺郡新高山面の一部地域をもって、洗浦郡を設置。洗浦郡に以下の邑・里が成立。(1邑19里)
  - 洗浦邑・栢山里・西下里・薬水里・城坪里・北坪里・遠南里・城山里・中坪里・後坪里・内坪里・泉岐里・大門里・楡淵里・上述里・金坪里・県里・新坪里・三防里・新生里
- 1953年 - 金坪里が板橋郡に編入。(1邑18里)
- 1954年 (1邑19里)
  - 洗浦邑・新生里の各一部が合併し、大谷里が発足。
  - 上述里の一部が北坪里に編入。
  - 城山里の一部が遠南里に編入。
  - 薬水里の一部が城坪里に編入。
- 1958年 - 淮陽郡楡邑里・梧鳳里・貴洛里を編入。(1邑22里)
- 1961年 - 平康郡梨木里、法洞郡新洞里を編入。(1邑24里)
- 1967年 - 楡淵里の一部が上述里に編入。(1邑24里)
- 2001年1月27日 (1邑1労働者区24里)
  - 新坪里・県里・楡邑里・貴洛里・梧鳳里が淮陽郡に編入。
  - 平康郡福満里・墻村労働者区・鼎洞里・松浦里・箕山里・中三里を編入。

## 交通
この郡を江原線が通じており、また平壌方面からの鉄道も分岐する。
- 江原線
  - 落川駅 - 三防駅 - 洗浦青年駅 - 城山駅 - 剣払浪駅 - 梨木駅
- 青年伊川線
  - 箕山青年駅 - 後坪青年駅 - 西下駅 - 薬水駅 - 白山青年駅 - 新生駅 - 洗浦青年駅